# Herb gminy Polanka Wielka
Herb gminy Polanka Wielka – jeden z symboli gminy Polanka Wielka, ustanowiony 10 sierpnia 2007.

## Wygląd i symbolika
Herb przedstawia na tarczy koloru zielonego dwa srebrne koła wozu w słup. Jest to nawiązanie do herbu i pieczęci wsi Polanka Wielka.